# András Sike
András Sike (ur. 18 lipca 1965 w Egerze) – węgierski zapaśnik w stylu klasycznym.
Na Igrzyskach Olimpijskich w Seulu w 1988 zdobył złoty medal w wadze koguciej, pokonując w finale Bułgara Stojana Bałowa. W Barcelonie 1992 zajął dziesiąte miejsce. Do jego osiągnięć należą także dwa brązowe medale mistrzostw świata (1989, 1991). Ma w swoim dorobku również dwa medale mistrzostw Europy: brązowy (1988) i srebrny (1990). Czwarty w Pucharze świata w 1986.